# Thymus zygioides
Thymus zygioides — вид рослин родини глухокропивові (Lamiaceae), поширений у Греції, Туреччині, Болгарії, Румунії.

## Опис
Квіткові стебла 2–8 см в рядах на довгих повзучих деревних гілках, на яких дистально розташовані пазухи листків. Листки 6.5–15 x 0.8–1.7 мм, вузько-лопатчасті, тупокінцеві, війчасті понад середину. Суцвіття головчасті. Приквітки 4–10 × 1–2.5 мм з блідою основою та виразним жилкуванням. Чашечка 3.5–4.5 мм, з пурпуровим відтінком, трубка коротша за губи. Рожевий віночок до 7 мм

## Поширення
Країни поширення: Греція, Болгарія, Туреччина, Румунія.
Населяє піщаний або скелястий ґрунт у лісах Pinus brutia, відкриті маквіси.